# Prionychus ater
Espèce
Synonymes
- Helops ater Fabricius, 1775

Prionychus ater est une espèce d'insectes coléoptères de la famille des Tenebrionidae.